# 桑里莱维日
桑里莱维日（法語：Sanry-lès-Vigy，法語發音：[sɑ̃ʁi lɛ viʒi]，意为“维日附近的桑里”）是法国摩泽尔省的一个市镇，属于梅斯区。

## 地理
桑里莱维日（49°11'0"N, 6°16'51"E）面积5.55 平方千米，位于法国大東部大區摩泽尔省，该省份为法国东北部内陆省份，是洛林的一部分，西南接默尔特-摩泽尔省，东临下莱茵省，北与卢森堡和德国接壤。
与桑里莱维日接壤的市镇（或旧市镇、城区）包括：昂蒂利、沙尔利-奥拉杜尔、法伊、圣巴尔布、维日。

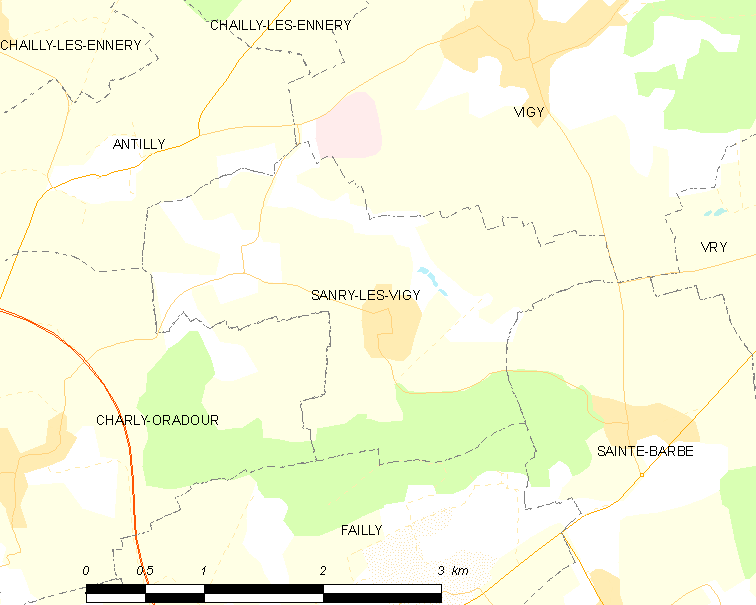
桑里莱维日的OSM定位图

桑里莱维日的时区为UTC+01:00、UTC+02:00（夏令时）。

## 行政
桑里莱维日的邮政编码为57640，INSEE市镇编码为57626。

## 政治
桑里莱维日所属的省级选区为梅斯地区县。

## 人口

1962-2008年间桑里莱维日人口变化图示

桑里莱维日于2022年1月1日时的人口数量为507人。